# Soyuz MS-22
Soyuz MS-22 foi um voo espacial russo da Soyuz, com destino a Estação Espacial Internacional, com uma tripulação de três pessoas. Antigamente, o lançamento era previsto para 13 de setembro de 2022, porém teve que ser adiado para 21 de setembro do mesmo ano.

## Tripulação
Principal
| Posição             | Tripulantes      | Duração          | Pouso       |
| ------------------- | ---------------- | ---------------- | ----------- |
| Comandante          | Sergey Prokopyev | 370d 21h 22m 44s | Soyuz MS-23 |
| Engenheiro de voo 1 | Dmitriy Petelin  | 370d 21h 22m 44s | Soyuz MS-23 |
| Engenheiro de voo 2 | Francisco Rubio  | 370d 21h 22m 44s | Soyuz MS-23 |

Suplente
| Posição                  | Cosmo/Astronauta |
| ------------------------ | ---------------- |
| Comandante da espaçonave | Oleg Kononenko   |
| Engenheiro de voo 1      | Nikolai Chub     |
| Engenheira de voo 2      | Loral O'Hara     |

## Precedentes

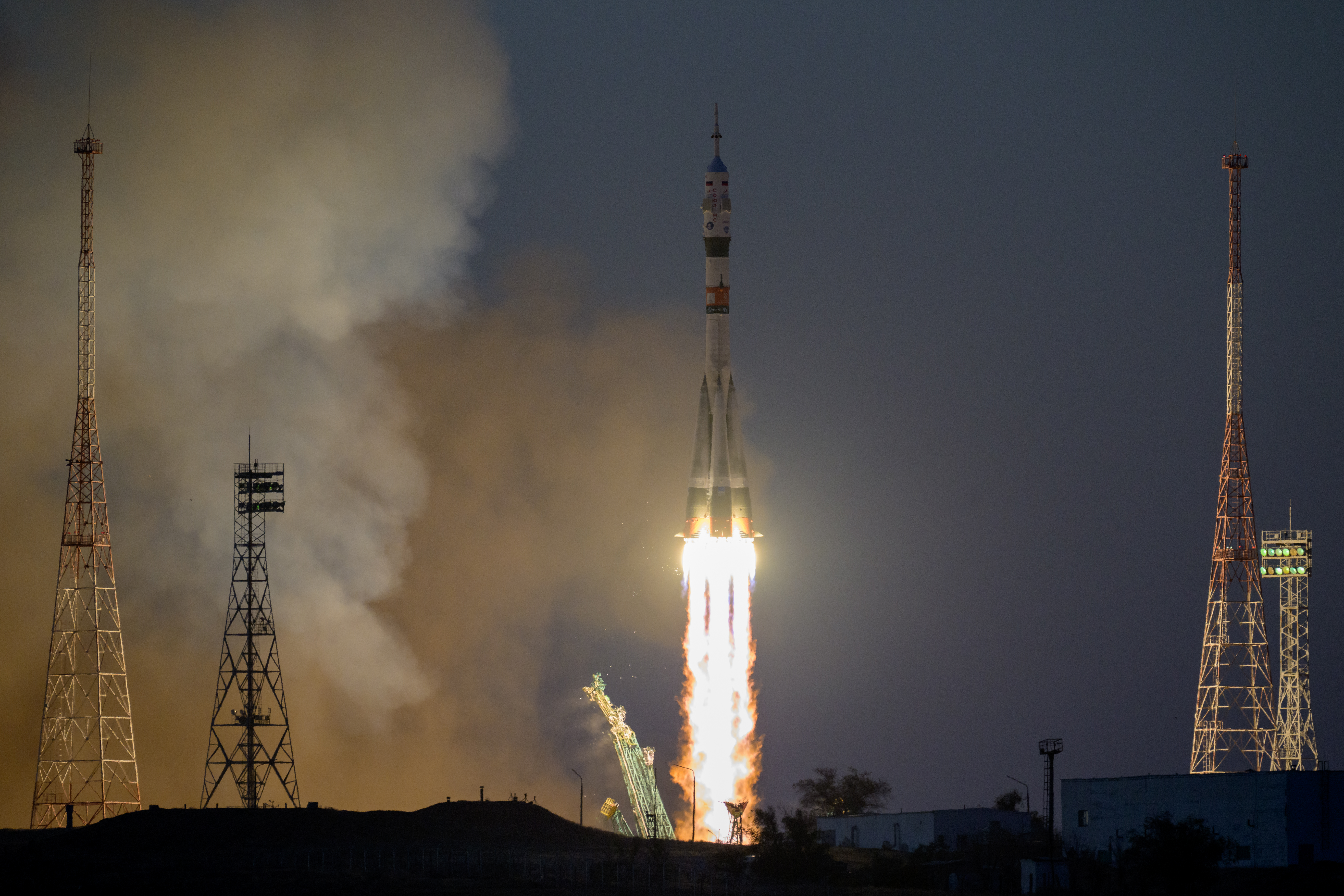
Lançamento no dia 21 de setembro de 2022.

A tripulação da nave foi aprovada em maio de 2021, sendo composta pelo comandante Sergei Prokopyev, os engenheiros de vôo Dmitriy Petelin e Anna Kikina. Com isso, eles foram incluidos como suplentes da Soyuz MS-21.
A tripulação principal passou no fim de 2020 e um treinamento em 2021. Sergey Prokopyev pretende felicitar os habitantes do Ecaterimburgo pelo tri-centésimo aniversário de sua cidade, levando consigo a bandeira e o escudo de armas de Ecaterimburgo. O cosmonauta estabeleceu esta tradição em 2018, quando as comemorações começaram com sua mensagem enviada do espaço. Como o cosmonauta pode levar a bordo 1,5 kg de objetos, Sergei Valeryevich pretende levar consigo a bandeira de Ecaterimburgo, a bandeira do planetário de Ecaterimburgo e do museu espacial em Verkhnyaya Pyshma. Ele também levará a bandeira do "Oblast newspaper" e coisas ligadas à história da cidade: fotos, cartões postais e outras coisas onde serão colocadas um selo e, ao retornar à Terra, estes objetos se tornarão exposições do museu. Talvez seja possível levar para a ISS uma bandeira que agora está na Antártica com o irmão mais velho de Sergey, que participa da 66ª Expedição Antártica Russa.
A equipe foi selecionada por psicólogos no Centro de Treinamento Yuri Gagarin. A tarefa era selecionar a tripulação de forma que ela se sentisse confortável durante 6 meses de voo em uma órbita de 400 quilômetros em espaço confinado, para alegadamente evitar uma situação semelhante às circunstâncias do buraco na Soyuz MS-09 em 2018.
Nascido no Cazaquistão, Dmitry Petelin estudou no departamento aeroespacial da Universidade do Estado de South Ural, em Chelyabinsk, nos anos 2000. Isto pode ter sido um fator para sua inclusão na missão sob Sergei Prokopyev. Petelin vem treinando para um voo espacial desde 2012. Ao longo dos anos, ele passou por exercícios de pouso de inverno na floresta, estepe, montanhas, condições desérticas ou semi-desérticas em Baikonur, voo de helicóptero, treinamento de pára-quedas e mergulho.
Anna Kikina fazia originalmente parte da tripulação principal e Andrei Fedyaev também fazia parte da tripulação da reserva, mas em dezembro Dmitry Rogozin disse que Kikina voará em uma nave dos EUA em 2022 sob o programa de troca de tripulações, portanto um astronauta da NASA provavelmente fará parte da tripulação da Soyuz.
Em janeiro de 2022 a Roscosmos anunciou que a Anna Kikina continuava a treinar como parte da MS-22, mas se um acordo for assinado entre a NASA e a Roscosmos, Kikina virou parte da SpaceX Crew-5 e Francisco Rubio virou parte da MS-22.
Em janeiro de 2022 foi negado um visa de entrada nos EUA para o cosmonauta Nikolai Chub. A Roscosmos considerou que tal decisão colocava o cosmonauta em risco na ISS. Depois que tal informação foi publicada pela mídia, tanto Chub quanto Kikina receberam seus visas.
A presença de Francisco Rubio na MS-22 e a de Anna Kikina na Crew-5 foi confirmada no dia 15 de julho de 2022.

## Voo
O lançamento ocorreu no dia 21 de setembro de 2022, as 13:54:50 UTC para uma missão de seis meses na Expedição 68.

### Vazamento
No dia 15 de dezembro de 2022, um vazamento visível foi observado saindo da Soyuz. Uma caminhada espacial com Petelin e Prokopyev foi cancelada enquanto as equipes passaram a analisar a situação. O vazamento durou cerca de 3 horas e a cosmonauta Anna Kikina usou o braço robótico europeu para inspecionar a área danificada, sem resultados conclusivos.
Um teste realizado no começo do dia 15 de dezembro indicou que os propulsores ainda funcionam, porém, devido ao vazamento do líquido de refrigeração, a temperatura dos computadores de bordo subiu, mas não atingiu níveis perigosos. No dia 19 de dezembro, a Roscosmos anunciou, após análise das imagens do Canadarm, que um meteorito teria causado a ruptura, mas adiou uma decisão final para o dia 27 de dezembro. No dia 22 de dezembro, tanto a NASA quanto a Roscosmos excluíram a possibilidade de que um meteorito das Gemínidas teria causado a ruptura, mas mantiveram um impacto por lixo espacial, capaz de deixar uma perfuração de 0,8 milímetros, como possibilidade. No mesmo dia anunciaram que a Soyuz MS-23, se for necessária para o retorno da tripulação em órbita, seria somente lançada no final de fevereiro de 2023, com a MS-22 retornando sem tripulação.
No dia 27 de dezembro, a Roscosmos anunciou que a causa do dano teria sido externa a espaçonave, mas adiou qualquer decisão final sobre a segurança da Soyuz para janeiro de 2023. No dia 11 de janeiro de 2023, a Roscosmos anunciou que a MS-22 retornaria sem tripulação e sua tripulação original terá sua permanência na estação estendida, retornando na Soyuz MS-23, que lançará sem tripulantes. No mesmo dia também foi anunciado que o vazamento foi causado por um micro-meteorito. De forma temporária, o assento de Frank Rubio foi colocado dentro da SpaceX Crew-5 para a eventualidade de uma evacuação antes da chegada da Soyuz MS-23. Quando a nova Soyuz chegou na ISS, todos os assentos da MS-22 foram movidos. A nave por fim pousou de forma não tripulada no dia 28 de março de 2023.